# William Payne Whitney
Pour les articles homonymes, voir William Payne et Whitney.
William Payne Whitney, né le 20 mars 1876 à New York et mort le 25 mai 1927 à Manhasset, est un homme d'affaires américain et membre influent de la famille Whitney. Il a hérité d'une grande fortune et l'a fait croître grâce à des relations d'affaires, puis en a consacré une partie à de nombreuses activités philanthropiques.

## Biographie

### Origines et études
William Payne Whitney est le fils de l'homme d'affaires et homme politique William Collins Whitney (1841–1904) et de Flora Payne (en) (1842–1893), fille du sénateur Henry B. Payne. Ses frère et sœurs sont : Harry Payne Whitney (1872-1930), Pauline Payne Whitney (1874-1916) et Dorothy Payne Whitney (1887-1968).
Après la mort de sa mère et le remariage de son père (décision qu'il a apparemment désapprouvée), William Payne Whitney abandonne le prénom qu'il partageait avec son père et se fait simplement appeler « Payne Whitney ». Il associe ainsi cette dénomination à ses activités philanthropiques.
Il étudie à la Groton School puis rejoint l'université Yale, où il est membre des fraternités Skull and Bones et Delta Kappa Epsilon et capitaine de l'équipe d'aviron. Diplômé en 1898, il étudie ensuite à la faculté de droit de Harvard, obtenant son Bachelor of Laws en 1901.

### Carrière professionnelle
En plus de l'héritage de son père, William Payne Whitney obtient 63 millions de dollars de son oncle, le colonel Oliver Hazard Payne (en). Parmi ses nombreux investissements, il possède d'importantes participations dans les secteurs de la banque, du tabac, des chemins de fer, des mines et du pétrole. Il est également membre des conseils d'administration et/ou dirigeant de plusieurs grandes entreprises, dont la City Bank New York, la Great Northern Paper Company (en) et la Northern Finance Corporation.

### Chevaux de courses
Il est passionné de courses de chevaux, comme son père et son frère. Son domaine de Greentree Stable (en), à Long Island, est un centre d'élevage et de compétition très important pour les chevaux pur-sang.

### Philanthropie
Tout au long de sa vie, William Payne Whitney s'engage pour plusieurs causes philanthropiques. Administrateur de la New York Public Library, il fait don en 1923 de 12 millions de dollars à la bibliothèque. Il soutient aussi financièrement l'équipe d'aviron de l'université où il a étudié, apportant des fonds pour construire un dortoir pour l'équipage.
Par son testament, il lègue plus de 20 millions de dollars pour créer la clinique psychiatrique Payne Whitney au sein de la faculté de médecine de l'université Cornell et de l'hôpital de New York (en) (depuis membre de l'hôpital presbytérien de New York),.
Il finance également, dans une moindre mesure, d'autres établissements d'enseignement et médicaux. Bien qu'il a contribué à hauteur de 1 million de dollars au Yale Endowment Fund peu de temps avant sa mort, d'autres financements issus de sa succession ont participé à la construction du Payne Whitney Gymnasium (en), achevé en 1932,.

## Famille
En 1902, il épouse Helen Hay Whitney (1875-1944), fille du secrétaire d'État des États-Unis de l'époque (et ancien ambassadeur américain au Royaume-Uni) John Hay. Leur hôtel particulier conçu par Stanford White, la Payne Whitney House au 972 Cinquième Avenue, est un cadeau de mariage de son oncle maternel, Oliver Hazard Payne. Le couple possède également un domaine, Greentree (en), à Manhasset, dans l'État de New York. Ensemble, ils ont deux enfants :
- Joan Whitney (1903–1975)[11], première propriétaire de l'équipe de baseball des Mets de New York ;
- John Hay Whitney (1904–1982)[12], ambassadeur des États-Unis au Royaume-Uni[13],[14],[15].

Le 20 septembre 1911, William Payne Whitney est à bord du paquebot Olympic lorsque celui-ci est percuté par le navire de guerre HMS Hawke. L'Olympic est le navire jumeau du Titanic.
Il meurt en 1927 dans son domaine de Greentree. En son hommage, une route de Manhasset porte son nom, Payne Whitney Lane.